# Superligaen 2020-2021
La Superligaen 2020-2021 è stata la 108ª edizione della Superligaen, la massima serie del calcio danese, iniziata l'11 settembre 2020 e terminata il 23 maggio 2021. Il Midtjylland era la squadra campione in carica. Il Brøndby ha conquistato il titolo per l'undicesima volta nella sua storia, a distanza di 16 anni dall'ultimo trionfo.

## Stagione

### Novità
Al termine della stagione precedente l'Esbjerg e il Silkeborg sono state retrocesse in 1.Division insieme all'Hobro, che ha perso nella finale play-out; mentre è stato promosso dalla 1. Division solamente il Vejle, primo classificato, determinando così una riduzione delle squadre partecipanti da 14 a 12.

### Formula
Le 12 squadre partecipanti si affrontano in gironi di andata-ritorno e i successivi play-off e play-out. Il campionato danese si divide sostanzialmente in 2 fasi: la prima fase, in cui ogni squadra gioca 22 partite e la seconda fase, divisa a sua volta in play-off e in play-out. Al termine della stagione la squadra campione si qualificherà per i play-off della UEFA Champions League 2021-2022, mentre la seconda classificata per il secondo turno di qualificazione. Le squadra classificata al terzo si qualificherà per il secondo turno di qualificazione della UEFA Europa Conference League 2021-2022, mentre la squadra classificatasi quarta disputa uno spareggio con la prima classificata del girone play-out per un posto in Europa Conference League. Le ultime due squadre classificate dei Play-out retrocederanno in 1. Division 2021-2022.

## Squadre partecipanti
| Club         | Città          | Stadio                    | Stagione precedente               |
| ------------ | -------------- | ------------------------- | --------------------------------- |
| Aalborg      | Aalborg        | Aalborg Portland Park     | 5º posto in Superligaen           |
| Aarhus       | Aarhus         | Ceres Park                | 3º posto in Superligaen           |
| Brøndby      | Brøndby        | Brøndby Stadion           | 4º posto in Superligaen           |
| Copenaghen   | Copenaghen     | Parken Stadium            | 2º posto in Superligaen           |
| Horsens      | Horsens        | CASA Arena Horsens        | 8º posto in Superligaen           |
| Lyngby       | Kongens Lyngby | Stadio Lyngby             | 11º posto in Superligaen          |
| Midtjylland  | Herning        | MCH Arena                 | 1º posto in Superligaen           |
| Nordsjælland | Farum          | Farum Park                | 6º posto in Superligaen           |
| Odense       | Odense         | Stadio Fionia Park        | 7º posto in Superligaen           |
| Randers      | Randers        | Stadio Essex Park Randers | 9º posto in Superligaen           |
| SønderjyskE  | Haderslev      | Sydbank Park              | 10º posto in Superligaen          |
| Vejle        | Vejle          | Vejle Stadion             | 1º posto in 1. Division, promosso |

## Prima Fase

### Classifica finale
|  | Pos. | Squadra      | Pt | G  | V  | N | P  | GF | GS | DR  |
|  | ---- | ------------ | -- | -- | -- | - | -- | -- | -- | --- |
|  | 1.   | Brøndby      | 45 | 22 | 14 | 3 | 5  | 40 | 24 | +16 |
|  | 2.   | Midtjylland  | 43 | 22 | 13 | 4 | 5  | 35 | 20 | +15 |
|  | 3.   | Aarhus       | 38 | 22 | 10 | 8 | 4  | 35 | 22 | +13 |
|  | 4.   | Copenaghen   | 35 | 22 | 10 | 5 | 7  | 39 | 35 | +4  |
|  | 5.   | Randers      | 32 | 22 | 9  | 5 | 8  | 31 | 21 | +10 |
|  | 6.   | Nordsjælland | 29 | 22 | 7  | 8 | 7  | 35 | 30 | +5  |
|  | 7.   | SønderjyskE  | 28 | 22 | 8  | 4 | 10 | 30 | 32 | -2  |
|  | 8.   | Odense       | 28 | 22 | 7  | 7 | 8  | 25 | 28 | -3  |
|  | 9.   | Aalborg      | 28 | 22 | 7  | 7 | 8  | 24 | 30 | -6  |
|  | 10.  | Vejle        | 24 | 22 | 6  | 6 | 10 | 25 | 37 | -12 |
|  | 11.  | Lyngby       | 20 | 22 | 5  | 5 | 12 | 25 | 43 | -18 |
|  | 12.  | Horsens      | 12 | 22 | 2  | 6 | 14 | 15 | 37 | -22 |

Legenda:
      Ammesse ai Play-off
      Ammesse ai Play-out
Regolamento:
Tre punti per la vittoria, uno per il pareggio, zero per la sconfitta.

### Risultati
|              | Aal  | Aar  | Brø  | Cop  | Hor  | Lyn  | Mid  | Nor  | Ode  | Ran  | Søn  | Vej  |
| ------------ | ---- | ---- | ---- | ---- | ---- | ---- | ---- | ---- | ---- | ---- | ---- | ---- |
| Aalborg      | –––– | 1-1  | 2-1  | 2-3  | 1-0  | 3-2  | 0-2  | 1-1  | 0-2  | 0-0  | 1-0  | 1-3  |
| Aarhus       | 3-0  | –––– | 3-1  | 0-1  | 3-0  | 1-0  | 1-2  | 0-1  | 4-2  | 1-1  | 2-0  | 4-2  |
| Brøndby      | 1-1  | 1-1  | –––– | 2-1  | 2-1  | 4-1  | 2-3  | 3-2  | 3-1  | 0-0  | 2-1  | 2-1  |
| Copenaghen   | 1-2  | 3-3  | 1-2  | –––– | 2-0  | 4-2  | 0-0  | 3-2  | 1-1  | 1-2  | 3-2  | 2-1  |
| Horsens      | 2-1  | 1-2  | 1-2  | 0-2  | –––– | 1-2  | 2-2  | 1-1  | 0-0  | 0-3  | 0-3  | 3-1  |
| Lyngby       | 0-0  | 1-2  | 0-4  | 2-2  | 1-1  | –––– | 2-0  | 0-3  | 0-3  | 0-3  | 2-2  | 0-0  |
| Midtjylland  | 0-0  | 0-1  | 1-0  | 4-0  | 1-0  | 1-0  | –––– | 3-1  | 3-1  | 1-0  | 1-2  | 5-0  |
| Nordsjælland | 2-2  | 3-1  | 0-1  | 0-1  | 2-2  | 4-1  | 4-1  | –––– | 0-2  | 1-0  | 2-1  | 1-1  |
| Odense       | 2-1  | 0-0  | 0-3  | 3-2  | 1-0  | 0-1  | 1-1  | 1-1  | –––– | 2-1  | 1-1  | 0-1  |
| Randers      | 1-2  | 1-1  | 1-2  | 2-1  | 3-0  | 1-2  | 1-2  | 1-1  | 2-1  | –––– | 1-2  | 3-1  |
| SønderjyskE  | 3-1  | 1-1  | 2-0  | 1-3  | 2-0  | 1-4  | 2-0  | 2-1  | 1-1  | 0-1  | –––– | 0-1  |
| Vejle        | 0-2  | 0-0  | 0-2  | 2-2  | 0-0  | 3-2  | 0-2  | 2-2  | 2-0  | 0-3  | 4-1  | –––– |

## Seconda Fase

### Play-off
I punti sono conteggiati come una continuazione della prima fase: ogni squadra affronta le altre 5 in casa e in trasferta, ma i punti sono gli stessi che le squadre avevano nella prima fase.

#### Classifica finale
|                      | Pos. | Squadra      | Pt | G  | V  | N  | P  | GF | GS | DR  |
| -------------------- | ---- | ------------ | -- | -- | -- | -- | -- | -- | -- | --- |
| Danimarca (bandiera) | 1.   | Brøndby      | 61 | 32 | 19 | 4  | 9  | 58 | 38 | +20 |
|                      | 2.   | Midtjylland  | 60 | 32 | 18 | 6  | 8  | 57 | 33 | +24 |
|                      | 3.   | Copenaghen   | 55 | 32 | 16 | 7  | 9  | 61 | 53 | +8  |
|                      | 4.   | Aarhus       | 48 | 32 | 13 | 9  | 10 | 48 | 42 | +6  |
|                      | 5.   | Nordsjælland | 43 | 32 | 11 | 10 | 11 | 51 | 51 | 0   |
| [ 3 ]                | 6.   | Randers      | 40 | 32 | 11 | 7  | 14 | 43 | 38 | +5  |

Legenda:
      Campione di Danimarca e ammessa alla UEFA Champions League 2021-2022
      Ammessa alla UEFA Champions League 2021-2022.
      Ammessa alla UEFA Europa League 2021-2022
      Ammessa alla UEFA Europa Conference League 2021-2022
 Ammessa allo spareggio qualificazione della UEFA Europa Conference League 2021-2022
Regolamento:
Tre punti per la vittoria, uno per il pareggio, zero per la sconfitta.

#### Risultati
|              | Aar  | Brø  | Cop  | Mid  | Nor  | Ran  |
| ------------ | ---- | ---- | ---- | ---- | ---- | ---- |
| Aarhus       | –––– | 1-2  | 1-2  | 1-4  | 3-1  | 2-0  |
| Brøndby      | 2-2  | –––– | 1-3  | 3-1  | 2-0  | 2-0  |
| Copenaghen   | 3-2  | 2-1  | –––– | 4-2  | 2-2  | 2-1  |
| Midtjylland  | 4-0  | 1-0  | 4-1  | –––– | 3-0  | 1-1  |
| Nordsjælland | 2-0  | 0-3  | 2-2  | 3-2  | –––– | 2-1  |
| Randers      | 0-1  | 4-2  | 2-1  | 0-0  | 3-4  | –––– |

### Play-out
I punti sono conteggiati come una continuazione della prima fase: ogni squadra affronta le altre 5 in casa e in trasferta, ma i punti sono gli stessi che le squadre avevano nella prima fase.

#### Classifica finale
|  | Pos. | Squadra     | Pt | G  | V  | N  | P  | GF | GS | DR  |
|  | ---- | ----------- | -- | -- | -- | -- | -- | -- | -- | --- |
|  | 7.   | Aalborg     | 46 | 32 | 12 | 10 | 10 | 44 | 41 | +3  |
|  | 8.   | SønderjyskE | 44 | 32 | 13 | 5  | 14 | 45 | 48 | -3  |
|  | 9.   | Odense      | 43 | 32 | 11 | 10 | 11 | 40 | 39 | +1  |
|  | 10.  | Vejle       | 38 | 32 | 9  | 11 | 12 | 42 | 50 | -8  |
|  | 11.  | Lyngby      | 26 | 32 | 6  | 8  | 18 | 36 | 63 | -27 |
|  | 12.  | Horsens     | 24 | 32 | 5  | 9  | 18 | 30 | 59 | -29 |

Legenda:
 Ammessa allo spareggio qualificazione della UEFA Europa Conference League 2021-2022
      Retrocessa in 1.Division 2021-2022
Regolamento:
Tre punti per la vittoria, uno per il pareggio, zero per la sconfitta.

#### Risultati
|             | Aal  | Hor  | Lyn  | Ode  | Søn  | Vej  |
| ----------- | ---- | ---- | ---- | ---- | ---- | ---- |
| Aalborg     | –––– | 1-1  | 4-0  | 3-2  | 3-2  | 2-1  |
| Horsens     | 1-0  | –––– | 1-3  | 1-1  | 1-2  | 3-3  |
| Lyngby      | 2-2  | 3-4  | –––– | 1-2  | 0-1  | 0-0  |
| Odense      | 1-0  | 4-0  | 2-0  | –––– | 1-1  | 0-1  |
| SønderjyskE | 0-4  | 2-3  | 2-0  | 2-0  | –––– | 1-0  |
| Vejle       | 1-1  | 3-0  | 2-2  | 2-2  | 4-2  | –––– |

## Spareggio Europa Conference League
|        | Risultati       |         | Luogo e data           |
| ------ | --------------- | ------- | ---------------------- |
| Aarhus | 2 - 2 (3-1 dtr) | Aalborg | Aarhus, 28 maggio 2021 |
|        |                 |         |                        |

## Classifica marcatori
| Gol |  |  | Giocatore                | Squadra     |
| --- |  |  | ------------------------ | ----------- |
| 19  |  |  | Mikael Uhre              | Brøndby     |
| 15  |  |  | Patrick Mortensen        | Aarhus      |
| 15  |  |  | Jonas Wind               | Copenhagen  |
| 11  |  |  | Haji Wright              | SønderjyskE |
| 11  |  |  | Sory Kaba                | Midtjylland |
| 10  |  |  | Issam Jebali             | Odense      |
| 10  |  |  | Kamil Wilczek            | Copenhagen  |
| 10  |  |  | Jesper Lindstrøm         | Brøndby     |
| 10  |  |  | Kamaldeen Sulemana       | Midtjylland |
| 10  |  |  | Anders K. Jacobsen       | SønderjyskE |
| 10  |  |  | Allan Goncalves Sousa    | Vejle       |
| 9   |  |  | Vito Hammershøj Mistrati | Randers     |
| 9   |  |  | Iver Fossum              | Aalborg     |
| 9   |  |  | Alhaji Kamara            | Randers     |